# Brunstrupig solfågel
Brunstrupig solfågel (Anthreptes malacensis) är en fågel i familjen solfåglar inom ordningen tättingar.

## Utseende och läte
Brunstrupig solfågel är en medelstor och relativt kortnäbbad solfågel. Hanen har brunt ansikte, rödaktig strupe och blågrönt på hjässa och rygg. Honan är mer färglös med gul undersida, gråbrunt huvud och svaga ”glasögon” i ansiktet. Sången är ljus och sparvlik, återgiven i engelsk litteratur som ett "sweet-sweet!”. Bland lätena hörs ljusa ”tseep” och "sweep".

## Utbredning och systematik
Brunstrupig solfågel delas vanligen in i 14 underarter med följande utbredning:
- Anthreptes malacensis malacensis – förekommer från södra Myanmar till Indokina, Malackahalvön, Sumatra med närliggande öar, Java, Bali och södra Borneo
- Anthreptes malacensis bornensis (syn. borneenesis[5]) – förekommer på norra Borneo
- Anthreptes malacensis mjobergi – förekommer på Maratuaön (utanför östra Borneo)
- Anthreptes malacensis paraguae – förekommer i västra Filippinerna
- Anthreptes malacensis heliolusius – förekommer i södra Filippinerna på västra och centrala Mindanao och Basilan
- Anthreptes malacensis wiglesworthi – förekommer i Suluöarna
- Anthreptes malacensis iris – förekommer i sydvästra Suluöarna i sydvästligaste Filippinerna
- Anthreptes malacensis chlorigaster – förekommer i centrala Filippinerna
- Anthreptes malacensis cagayanensis – förekommer på Cagayan Sulu i västra Filippinerna
- Anthreptes malacensis heliocalus – förekommer på öarna Sangihe och Siau norr om Sulawesi
- Anthreptes malacensis celebensis – förekommer på Sulawesi och angränsande öar
- Anthreptes malacensis extremus – förekommer på Banggaiöarna och Sulaöarna
- Anthreptes malacensis convergens – förekommer i Små Sundaöarna (utom Sumba)
- Anthreptes malacensis rubrigena – förekommer på Sumba (Små Sundaöarna)

Tidigare behandlades gråstrupig solfågel (Anthreptes griseigularis) som en del av brunstrupig solfågel. Vissa urskiljer även underarten anambae med utbredning på Anambasöarna.

## Status och hot
Arten har ett stort utbredningsområde, men tros minska i antal, dock inte tillräckligt kraftigt för att den ska betraktas som hotad. Internationella naturvårdsunionen IUCN listar arten som livskraftig (LC).

## Bildgalleri

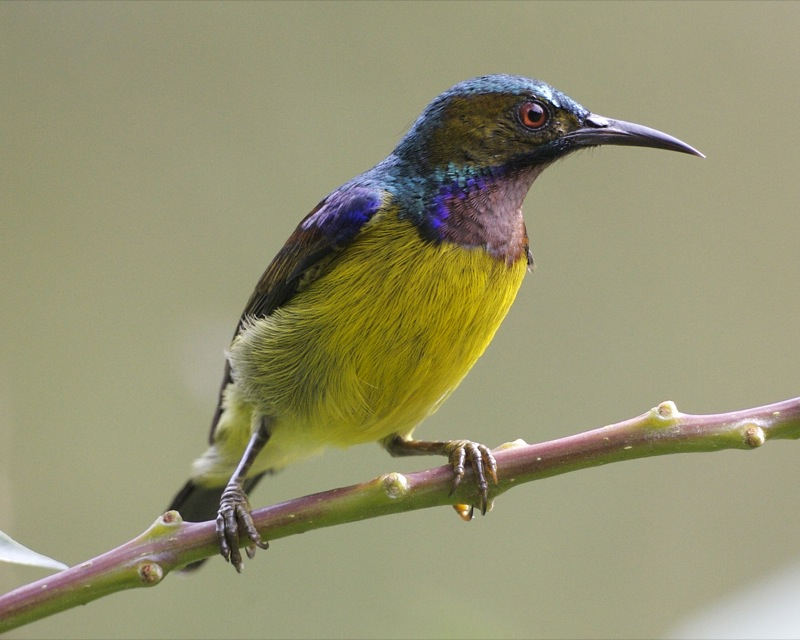
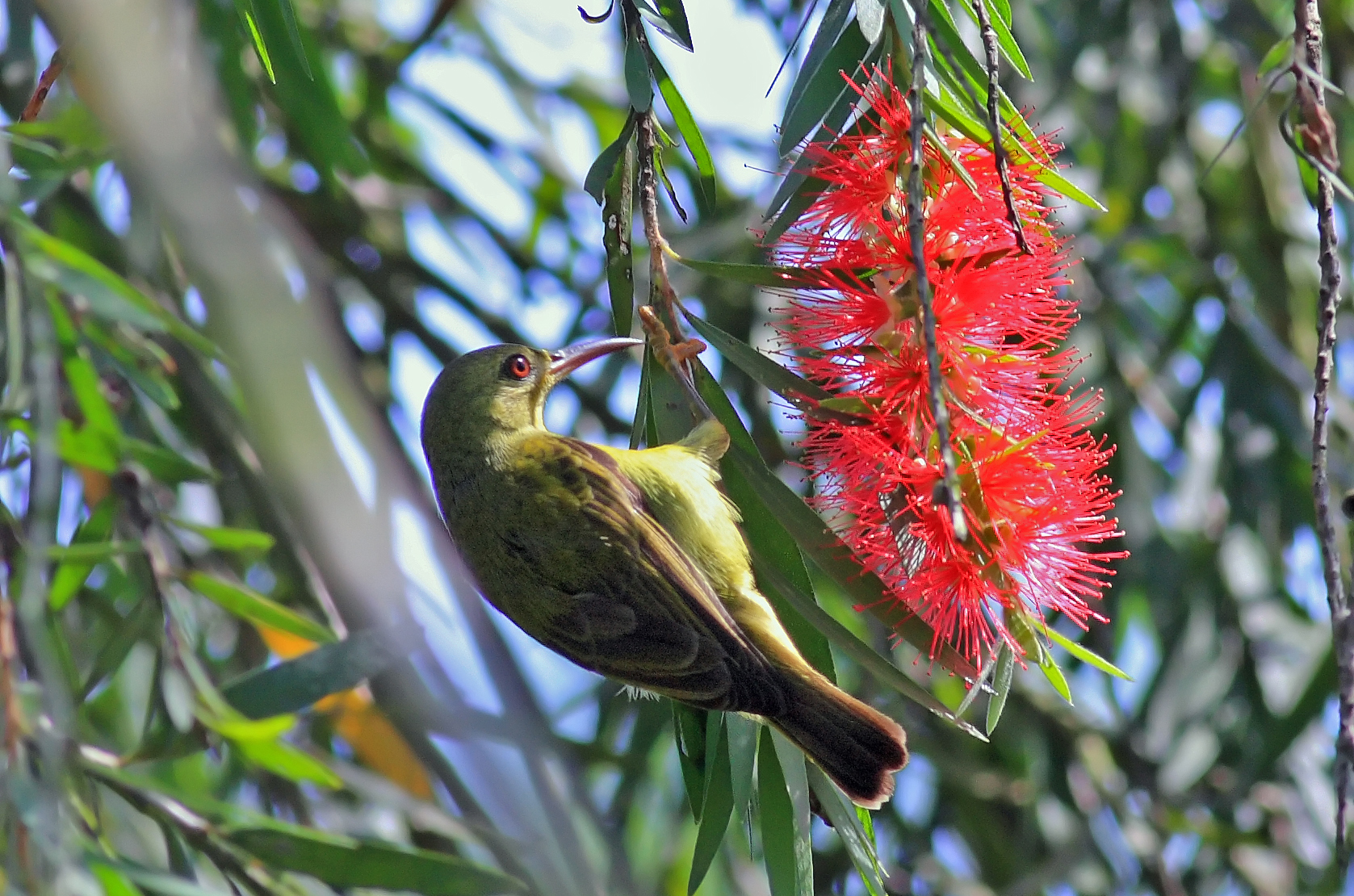
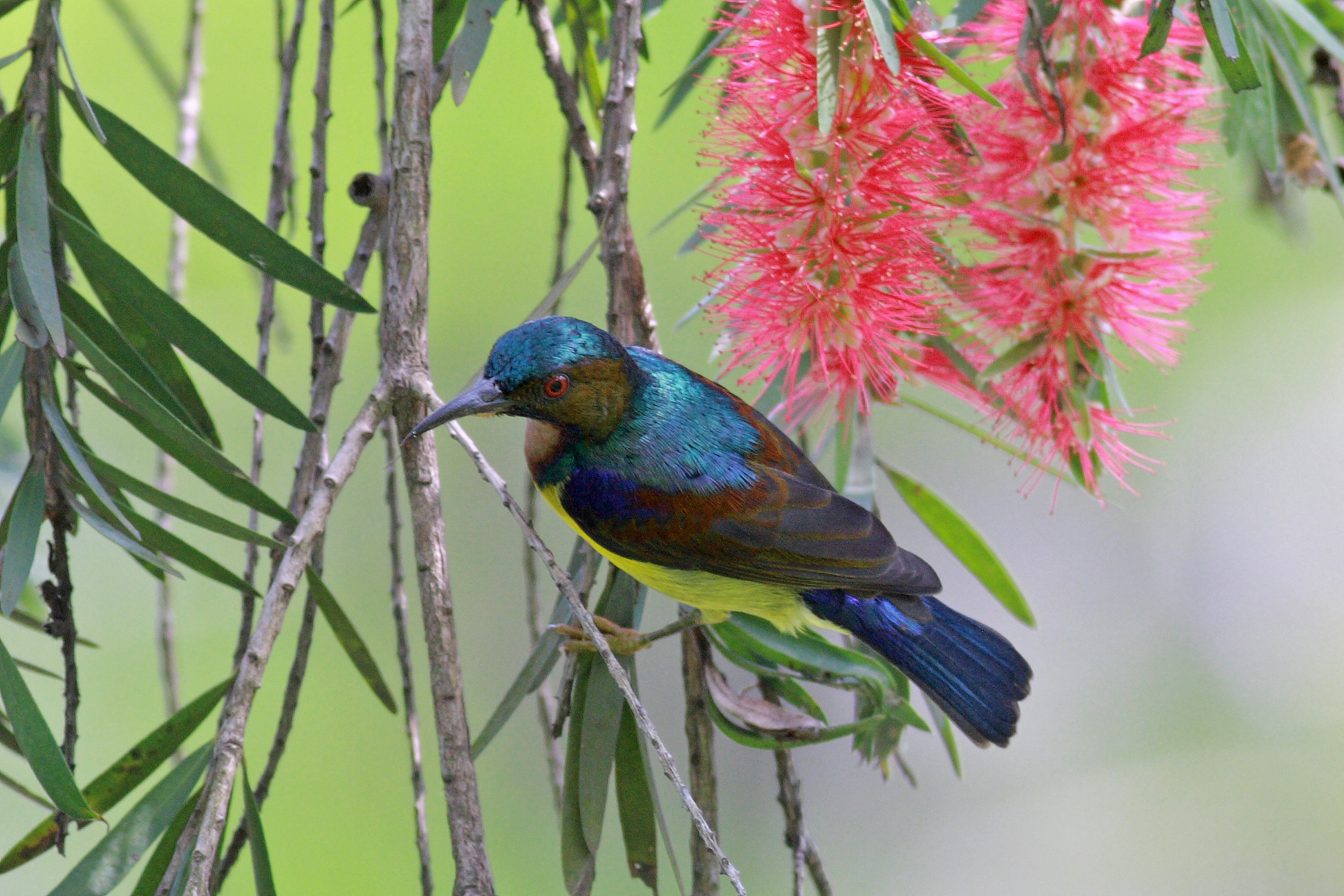